# Тахоклин

Внутреннее вращение Солнца: во внешней конвективной зоне вращение дифференциальное (0° соответствует экватору), в центральной области лучистого переноса вращение почти равномерное. Переход между данными областями называется тахоклином.

Тахокли́н — переходная область в Солнце (и других звёздах с массой больше 0,3 M⊙) между зоной лучистого переноса и дифференциально вращающейся внешней конвективной зоной. Располагается во внешней трети Солнца по радиусу. Вследствие быстрого изменения скорости вращения область подвержена сильному напряжению сдвига. Конвективная зона дифференциально вращается наподобие жидкости, приполярные области вращаются медленно, экваториальная область вращается быстро. Зона лучистого переноса вращается твердотельно, возможно, благодаря магнитному полю. Скорость вращения внутренней части примерно равна скорости вращения внешней конвективной зоны на средних широтах, то есть находится в интервале между её медленным вращением в приполярных областях и быстрым вращением на экваторе. Недавние результаты гелиосейсмологии показали, что тахоклин располагается на расстоянии примерно 0,70 радиуса Солнца от ядра, толщина тахоклина составляет около 0,04 радиуса Солнца. Область подвержена сильному сдвиговому напряжению, что может быть причиной формирования крупномасштабного магнитного поля. Геометрия и ширина тахоклина являются важными параметрами в моделях солнечного динамо, закручивающего слабое полоидальное поле и создающего более мощное тороидальное поле. 
Понятие тахоклин было предложено в статье Э. Шпигеля (англ. Edward Spiegel) и  Ж.-П. Цана (англ. Jean-Paul Zahn) в 1992 году. по аналогии с термоклином в океане.

Строение Солнца. Тахоклин (tachocline) показан как тонкий слой между зоной лучистого переноса (radiative zone) и конвективной зоной (convective zone).